# El Topo
El Topo je mexický alegorický a kultovní western z roku 1970. Snímek režíroval Alejandro Jodorowsky, který současně obsadil i hlavní roli. Typické pro film jsou charaktery, náhody, tělesně postižení a trpasličí herci společně s těžkými dávkami křesťanských symbolů a východní filosofie. Film je o eponymu - násilném, černě oděném pistolníku - a jeho pátrání po osvícení. Po mnoho let jsme film mohli vidět pouze v půlnočním televizním vysílání nebo ve filmových klubech, 1. května 2007 snímek oficiálně vyšel i na DVD.

## Děj
Film se odehrává v 2- polovině 19. století v pouštích severního Mexika. Černě oděný pistolník El Topo (Krtek) se svým malým synkem putuje pouští, kde najde vesnici vyvražděnou bandity. El Topo narazí na skupinu banditů, o nichž se domnívá, že vesničany povraždili, a většinu z nich postřílí. Jeden bandita, kterého El Topo pouze postřelil, mu prozradí, že vesnici vyvraždila jiná banda vedená sadistickým Plukovníkem, která se právě chystá napadnout nedalekou misii. El Topo bandity dostihne a bojuje s Plukovníkem, kterému nakonec nožem uřízne přirození. Potom svěří svého syna misijnímu knězi a odjede s Plukovníkovou ženou jménem Mara. V poušti jim El Topo zachrání život zázračným nálezem vody (scéna připomíná odkaz na biblickou legendu o Mojžíšovi) a chce, aby se Mara stala jeho ženou. Ta si však klade podmínku, jíž je souboj se čtyřmi "mistry pistolníky", kteří žijí v poušti.
Po dlouhém hledání El Topo najde mistry, kteří jsou ale nejsou zločinci, ale spíš duchovní učitelé nebo "guruové". El Topo se s nimi postupně utkává v soubojích a ne zrovna čestným způsobem nad nimi zvítězí, Poslední pistolník ho oklame tím, že se těsně před soubojem sám zastřelí. Mara proto nechce uznat, že El Topo vyhrál všechny souboje a opustí ho s tajemnou ženou v černých šatech, která El Topa postřelí. 
O několik let později vidíme El Topa, který žije se skupinou postižených lidí a trpaslíků uvnitř jeskynního labyrintu v horách. Tito vyvrženci El Topa zachránili a v době, kdy se po svém zranění pohyboval mezi životem a smrtí, zažil duchovní osvícení. El Topo chce vykopat tunel, jímž by mohli postižení obyvatelé jeskyně vyjít ven. Trpasličí dívka, která se o něj starala v době jeho zranění, jej nyní doprovází do nedalekého městečka, kde chce El Topo vydělat peníze na dynamit. Navenek je to typické městečko z Divokého západu, jeho obyvatele ale ovládá zvrhlá sekta, která při bohoslužbách praktikuje lidské oběti způsobem, který připomíná ruskou ruletu. Oblíbenou zábavou je také lynčování černochů. El Topo a jeho partnerka si vydělávají různými způsoby, například i tím, že předvádějí sex pro pobavení bohatých obyvatel městečka. Současně se El Topo věnuje kopání tunelu. Jeho syn, který mezitím vyrostl v misii, se stal knězem a přijíždí do městečka jako nový farář.
El Topo se setká se svým synem, který je znechucen poměry ve městečku a svého otce pokládá za jejich součást. Z toho důvodu ho chce zastřelit. Trpasličí dívka ho ale přesvědčí, aby počkal, dokud El Topo nedokončí tunel. S tím syn souhlasí, začne svému otci s prací pomáhat, a postupně ho přestává nenávidět. Když se práci podaří dokončit, nešťastníci projdou tunelem do městečka. Zdejším obyvatelům se ale postižení a trpaslíci natolik hnusí, že je postřílejí a snaží se zastřelit i El Topa, který je sem přivedl. Nemohou ho ale zasáhnout a on některé z nich postřílí a ostatní zažene na útěk. Tohoto krveprolití ale natolik lituje, že se polije petrolejem a upálí, přičemž vypukne požár. Jeho syn-kněz a trpasličí přítelkyně, která mu mezitím porodila další dítě, pohřbí El Topovy ostatky a v jeho náhrobku se usadí včely jako v úlu (symbol znovuzrození, naděje). Nakonec společně odjíždějí, El Topův syn už na sobě nemá sutanu, ale černé pistolnické oblečení svého otce.

## Vliv
Za povšimnutí stojí, že mezi fanoušky filmu patří třeba David Lynch a Samuel Fuller, herci Peter Fonda a Dennis Hopper, komici The Mighty Boosh a zpěváci Bob Dylan, Marilyn Manson, Jarvis Cocker, Peter Gabriel a John Lennon. Gabriel potvrdil, že film byl inspirací pro jeho album s Genesis. Goichi Suda citoval El Topo jako klíčovou inspiraci pro jeho hru No More Heroes. Podobně zahrnuje ženu žádající protagonistu o pomstu a zabití všech vrahů, který práci vykoná pro peníze.

## Pokračování
Přinejmenším již od roku 1990 se Jodorowsky pokoušel natočit pokračování k filmu El Topo. V roce 1996 vyšel k filmu plakát, jednalo se však o vtip a žádné natáčení ve skutečnosti neprobíhalo. Originální pracovní titul, Synové El Topa (Los hijos del Topo), byl změněn (někdy mezi lety 1996 a 2002) na Abelcaín díky sporům o vlastnictví s Allen Kleinem. Dodatečně jméno El Topo bylo změněno na "El Toro" (býk). Jodorowsky řekl toto:„V současnosti pracuji na francouzsko-kanadské produkci nazvané Abelcaín, což je nová verze stejného projektu. Z El Topa se stal El Toro. Jediné písmenko změnilo podzemní krysu na útočícího býka. Pro pravého umělce se potíže stávají příležitostmi.“
V roce 2002 deník The Guardian uvedl, že Marilyn Manson souhlasil s hlavní rolí ve filmu, ale Jodorowsky měl ohromné potíže s financováním projektu. V interview pro The Guardian v listopadu 2009 Jodorowsky uvedl, že jeho další projekt, "metafyzický western" pojmenovaný jako King Shot (Královský výstřel), je "bez děje" a místo toho začal pracovat na Synové El Topa ve spolupráci s "nějakými ruskými producenty"..